# 明日から、ドラマ
「明日から、ドラマ」（あしたから ドラマ）は、1977年3月5日に発売された大貫妙子の1作目のシングル。

## 概要
ソロ・アーティストとしてクラウン・レコードと契約を結び、1976年9月25日のファースト・アルバム『Grey Skies』のリリースを経て、シングルとしては初めての作品となった。B面曲「Wander Lust」は、『Grey Skies』からのリカット。
「明日から、ドラマ」は、長きに亘りレコード会社監修によるベスト・アルバムのみの収録となっていたが、2007年10月3日に発売された『Grey Skies』の紙ジャケット盤CDが発売された際、ボーナス・トラックとして収録され、漸くアルバム収録が実現された。

## 収録曲

### Side A
1. 明日から、ドラマ
作詞・作曲: 大貫妙子 / 編曲: 松任谷正隆

### Side B
1. Wander Lust
作詞・作曲: 大貫妙子 / 編曲: 坂本龍一

## スタッフ
- Director: 生田朗、国吉征之
- Mix, Remix: 田中信一
- Photograph: 染吾郎

## 参加ミュージシャン

### 明日から、ドラマ
- Keyboards, Accordion: 松任谷正隆
- Drums: 林立夫
- Bass: 高水健司
- Acoustic Guitar: 吉川忠英

### Wander Lust
- Steinway Piano, Hohner Clavinet, Tambourine-Head: 坂本龍一
- Guitar: 山下達郎
- Bass: 寺尾次郎
- Drums: 上原裕
- Tambourine: 斉藤ノブ
- Background Vocals: 大貫妙子

## 関連商品
- 愛は幻 / One's Love＜RECORD STORE DAY対象商品＞ – TOWER RECORDS ONLINE

## 参考資料
- 大貫妙子 ディスコグラフィ – 日本クラウン